# Министерство энергетики и электрификации СССР

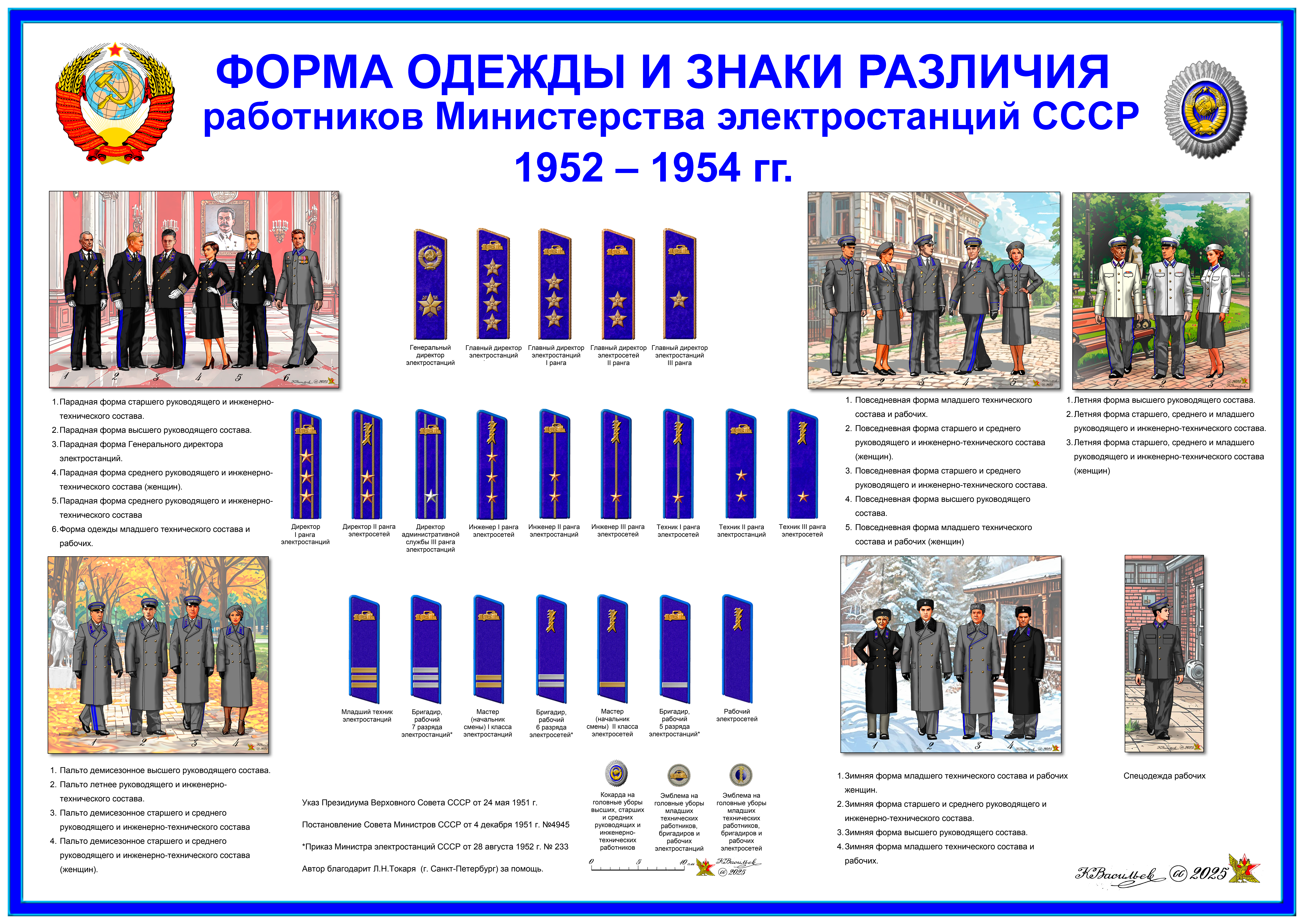

Министерство энергетики и электрификации СССР (сокр. Минэнерго) — орган государственного управления в СССР, согласно Конституции СССР, являющееся общесоюзным министерством.
Центральный аппарат ведомства располагался по адресу: Москва, 25 Октября, д. 17 (до 1990 года). Кроме того, министерство занимало площади по адресу: Москва, ул. Китайский проезд, д. 7.
Согласно Положению о Министерстве от 14 марта 1969 года № 195, принятому Советом Министров СССР: 
«Министерство энергетики и электрификации СССР осуществляет руководство эксплуатацией и строительством электростанций, электрических и тепловых сетей. Министерство энергетики и электрификации СССР несёт ответственность за состояние и дальнейшее развитие энергетики и электрификации страны, научно-технический прогресс в отрасли и технический уровень производства, качество электроэнергии и другой выпускаемой продукции, качество строительно-монтажных работ и за наиболее полное удовлетворение потребностей страны в электрической и тепловой энергии».

## Задачи Министерства
Согласно Положению от 14 марта 1969 года № 195, основными задачами министерства являются:
- «Обеспечение всемерного развития энергетики и электрификации как составной части народного хозяйства страны, высоких темпов развития производства и роста производительности труда на основе научно — технического прогресса в целях наиболее полного удовлетворения потребностей населения, народного хозяйства и обороны страны в электрической и тепловой энергии».
- «Выполнение заданий по производству электрической энергии, строительству электростанций, электрических и тепловых сетей и других заданий государственного плана и обеспечение строгого соблюдения государственной дисциплины».
- «Обеспечение при минимальных затратах общественного труда производства электрической и тепловой энергии и другой выпускаемой продукции, а также выполнение строительно — монтажных работ, повышение эффективности производства, улучшение использования основных фондов, трудовых, материальных и финансовых ресурсов, обеспечение бесперебойного снабжения народного хозяйства электрической и тепловой энергией».
- «Проведение единой технической политики в отрасли, внедрение новейших достижений науки и техники и передового опыта и обеспечение высоких технико — экономических показателей производства».
- «Рациональное использование капитальных вложений и повышение их эффективности, индустриализация строительства и совершенствование технологии и организации строительных работ, снижение стоимости и сокращение сроков строительства, своевременный ввод в действие производственных мощностей и основных фондов, а также освоение в короткие сроки производственных мощностей».
- «Внедрение научной организации труда и управления, обеспечение предприятий, организаций и учреждений системы Министерства квалифицированными кадрами, создание условий для наилучшего использования знаний и опыта работников, выдвижение на руководящую работу молодых, хорошо зарекомендовавших себя специалистов».
- «Обеспечение безопасных условий труда на производстве, внедрение новых средств и способов предупреждения производственного травматизма».
- «Улучшение жилищных и культурно-бытовых условий рабочих и служащих предприятий, организаций и учреждений системы Министерства».

## История

### Предшественники
21 февраля 1920 года для разработки перспективного плана электрификации России была создана Государственная комиссия по электрификации России (сокр. ГОЭЛРО). К концу года, под руководством Глеба Кржижановского и с участием ряда научных деятелей, появился «План электрификации РСФСР», представлявший собой 650-страничный том, содержащий схемы и карты электрифицируемых районов. План, рассчитанный на 10-15 лет и утверждённый в октябре 1921 года, состоял из двух разделов и предполагал модернизацию имеющихся, а также ввод в эксплуатацию новых объектов энергохозяйства в восьми экономических районах страны: тридцати новых электростанций общей мощностью 1,75 млн кВт (20 тепловых и 10 гидростанций) и высоковольтных линий электропередач на 110 кВ и 220 кВ.
15 июня 1921 года на базе комиссии ГОЭЛРО образован Госплан РСФСР, в составе которого имелась секция по энергетике.
Общее руководство энергетикой в стране с 1921 года осуществляло Главное электротехническое управление (сокр. Главэлектро) при Высшем Совете Народного Хозяйства. С 1930 года его функции были переданы образованному Государственному Всесоюзному объединению энергетического хозяйства «Энергоцентр». Через два года объединение передаётся в Народный комиссариат тяжёлой промышленности и преобразовывается в Главное управление энергохозяйства.

### Образование ведомства
К концу 1930-х годов, в связи с ростом объёмов работ, принято решение о укрупнении Наркомтяжмаша. Одним из созданных на его базе исполнительных органов стал Народный комиссариат электростанций и электропромышленности СССР, образованный 24 января 1939 года. Первым руководителем нового ведомства стал Михаил Первухин. В апреле следующего года принимается решение о разделении наркомат на два. Появились самостоятельные Наркомат электростанций СССР и Наркомат электропромышленности СССР.
В структуру первого наркомата, который возглавил Андрей Летков, вошли гидроэлектростанции, районные тепловые электростанции, тепловые и электрические сети. Также к Наркомату по электростанциям перешли организации и предприятия торфяной промышленности, относившиеся к Народному комиссариату местной топливной промышленности, занимавшиеся обеспечением топливом электростанций.

### Ликвидация
31 августа 1991 года в соответствии с Распоряжением № 37-рп Президента РСФСР Бориса Ельцина, деятельность Минэнерго СССР на территории РСФСР была приостановлена. Распоряжением Президента РСФСР от 04.10.1991 № 50-рп до начала функционирования органов государственного управления РСФСР ядерно-энергетическим комплексом деятельность была возобновлена. Должностные лица должны были продолжать исполнять свои обязанности, руководствоваться распоряжениями Правительства РСФСР и Минтопэнерго, а также организовать передачу всей собственности, входившей в структуру союзного ведомства (по состоянию 1 августа 1991 года).

### Преемники
- Правопреемником Минэнерго СССР на территории России является Министерство топлива и энергетики РСФСР, созданное 28 февраля 1991 года. С мая 2008 года — Министерство энергетики Российской Федерации.
- В Белоруссии в настоящее время энергетическую деятельность осуществляет Министерство энергетики Республики Беларусь.

## Ведомственные награды
- Знак отличия «Отличник социалистического соревнования Наркомэлектро» (1940—1946). Утверждён наркомом Андреем Летковым 28 сентября 1940 года. Выполнен из бронзы.
- Почётное звание «Почётный энергетик СССР» с одноимённым нагрудным знаком[10], звание присваивалось в период 1965—1991 годы[11]

## Руководство и официальные названия
За годы своей истории, государственный орган неоднократно менял своё название:
| Название                                                                     | Подчинение                  | Годы деятельности       | Годы деятельности       | 1-й Руководитель | 2-й Руководитель | Основание преобр. |
| Название                                                                     | Подчинение                  | Начало                  | Конец                   | 1-й Руководитель | 2-й Руководитель | Основание преобр. |
| ---------------------------------------------------------------------------- | --------------------------- | ----------------------- | ----------------------- | ---------------- | ---------------- | --- |
| Народный комиссариат электростанций и электропромышленности СССР             | СНК СССР                    | 24.01.1939              | 17.04.1940              | Михаил Первухин  | -                | - |
| Народный комиссариат электростанций СССР                                     | СНК СССР                    | 17.04.1940 — 16.01.1942 | 20.01.1942 — 15.03.1946 | Андрей Летков    | Дмитрий Жимерин  | - |
| Министерство электростанций СССР                                             | СМ СССР                     | 19.03.1946              | 5.03.1953               | Дмитрий Жимерин  | -                | - |
| Министерство электростанций и электропромышленности СССР                     | СМ СССР                     | 5.03.1953               | 17.04.1954              | Михаил Первухин  | -                | - |
| Министерство электростанций СССР                                             | СМ СССР                     | 17.04.1954 — 9.02.1955  | 9.02.1955 — 29.06.1957  | Алексей Павленко | Георгий Маленков | - |
| Министерство электростанций СССР                                             | СМ СССР                     | 29.06.1957              | 31.12.1958              | Алексей Павленко | -                | - |
| Министерство строительства электростанций СССР                               | СМ СССР                     | 31.12.1958              | 26.09.1962              | Игнатий Новиков  | -                | - |
| Министерство энергетики и электрификации СССР                                | СМ СССР                     | 11.10.1962 — 24.11.1962 | 24.11.1962 — 13.03.1963 | Игнатий Новиков  | Пётр Непорожний  | - |
| Государственный производственный комитет по энергетике и электрификации СССР | СМ СССР                     | 13.03.1963              | 2.10.1965               | Пётр Непорожний  | -                | Постановление Совета Министров СССР от 13 марта 1963 года № 286 «Об образовании Государственного производственного комитета по энергетике и электрификации СССР» |
| Министерство энергетики и электрификации СССР                                | СМ СССР                     | 2.10.1965 — 22.03.1985  | 22.03.1985 — 7.06.1989  | Пётр Непорожний  | Анатолий Майорец | - |
| Министерство энергетики и электрификации СССР                                | СМ СССР / КабМин / Госсовет | 17.07.1989              | 26.11.1991              | Юрий Семёнов     | -                | - |

## Структура
Ведомство возглавлял Министр энергетики и электрификации СССР, который назначался в соответствии с Конституцией СССР Верховным Советом СССР, а в периодах между сессиями — Президиумом Верховного Совета СССР, с последующим утверждением на сессию Верховного Совета СССР. У министра был ряд заместителей, распределением обязанностей между ними производилось министром. Количество заместителей доходило до 12, включая двух первых.
Министр энергетики и электрификации СССР нёс персональную ответственность за выполнение возложенных на министерство задач и обязанностей, устанавливал степень ответственности заместителей министра, начальников главков и руководителей других подразделений министерства за руководство отдельными областями деятельности министерства и за работу предприятий, организаций и учреждений системы министерства.

### Коллегия Минэнерго
В Министерстве существовала Коллегия в составе Председателя (Министр) и его заместителей по должности, а также ведущих сотрудников ведомства. Члены коллегии и заместители Министра утверждались Советом Министров СССР. Коллегия Министерства энергетики и электрификации СССР состояла из 20 человек, включая руководителей ведущих объединений и организаций отрасли.
На своих регулярно проводимых заседаниях она рассматривала основные вопросы развития энергетики, электрификации и другие вопросы деятельности Министерства, обсуждала вопросы практического руководства предприятиями, организациями и учреждениями, проверки исполнения, подбора и использования кадров, проекты важнейших приказов и инструкций, заслушивала доклады министров и начальников главных управлений энергетики и электрификации союзных республик, отчеты главных управлений, управлений и отделов Министерства, предприятий, организаций и учреждений системы Министерства.
Решения коллегии проводились в жизнь, как правило, приказами Министра. В случае разногласий между Министром и коллегией Министр проводил в жизнь своё решение, докладывая о возникших разногласиях Совету Министров СССР, а члены коллегии, в свою очередь, сообщали своё мнение в Совет Министров СССР.

### Центральный аппарат
Центральный аппарат ведомства состоял (на 1990 год) из:
- Главное научно-техническое управление энергетики и электрификации.
- Главное производственное управление энергетики и электрификации.
- Главное техническое управление строительства.
- Главное производственное управление строительства.
- Главное управление ремонтного производства и технического перевооружения объектов энергетики.
- Главное производственно-техническое управление электрических сетей и сельской электрификации.
- Топливно-транспортный отдел.
- Государственная инспекция по эксплуатации электростанций и сетей.
- Главное управление государственного энергетического надзора.
- Главное управление проектирования и капитального строительства.
- Отдел развития и организации строительной индустрии.
- Отдел организации промышленного строительства.
- Отдел отраслевого машиностроения и механизации производства.
- Отдел социальных программ и условий труда.
- Отдел финансов и кредитов.
- Отдел охраны природы.
- Отдел материально-технических ресурсов.
- Отдел комплектации энергетического оборудования.
- Отдел рабочего снабжения.
- Отдел организации работы с кадрами.
- Отдел внешнеэкономических связей.
- Отдел техники безопасности.
- Отдел товаров народного потребления и услуг населению.
- Специальный отдел.
- Организационный отдел.
- Отдел производственно-хозяйственных организаций и служб.
- Экономический отдел.

Структура и численность центрального аппарата утверждались Советом Министров СССР.
Ниже приведён список подчинённых (не всех) научных учреждений, предприятий и организаций, входивших в структуру министерства (названия городов, организаций и заводов указаны на конец 1980-х годов).

### Главные управления и инспекции
- Главное энергетическое управление («Союзглавэнерго»). Существовало в период с 1959 года по 1962 год[14].
- Главная государственная инспекция по котлонадзору. Существовала в период с 1937 года по 1954 год[14].
- Главное управление по проектированию («Главэнергопроект»). Создано в 1951 году. Через два года преобразовано в «Главное управление по проектированию электростанций и заводов» («Главэлектропроект»), а в 1954 году — в «Главное управление по проектированию электростанций и энергетических предприятий» («Главэнергопроект»). Упразднено в 1957 году[14].

#### Электростанции и электросети
В составе ведомства находились созданные в 1939 году (кроме «Главсевзапэнерго» — создано в 1952 году) главные управления по электростанциям и электросетям. К 1957 году все они были ликвидированы:
- Главное управление электростанций и электросетей Урала и Востока («Главвостокэнерго»). В 1947 году управление преобразуется в «Главное управление электростанций и электросетей Востока».
- Главное управление электростанций и электросетей Центра («Главцентроэнерго»). Существовало в периоды: с 1939 года по 1941 год и с 1943 года по 1957 год[14].
- Главное управление электростанций и электросетей Юга («Главюжэнерго»). Существовало в периоды: с 1939 года по 1941 год и с 1943 года по 1957 год[14][15].
- Главное управление электростанций и электросетей Севера и Запада («Главсевзапэнерго»). Существовало в период с 1952 года по 1957 год[14].

#### Запасные части, ремонт, машиностроительные заводы и торфяное машиностроение
- Главное управление запасных частей и ремонтов («Главэнергозапчасть»). Существовало в период с 1942 года. В 1947 году преобразовано в «Главное управление запасных частей, ремонтов и машиностроительных заводов». Ликвидировано в 1957 году[14].
- Главное управление торфяного машиностроения («Главторфмаш»). Существовало в период с 1946 года по 1953 год[14].
- Главное управление по ремонту оборудования электростанций («Главэнергоремонт»). Существовало в период с 1957 года по 1959 год[14].

#### Строительство тепловых электростанций, подстанций и электросетей
- Главное управление по строительству тепловых электростанций Юга («Главюжэнергострой»). Создано в 1952 году. Через год управление преобразовано в «Главное управление по строительству и монтажу тепловых электростанций Центра и Юга» («Главюжэнергострой»). В 1954 году управление переименовывается в «Главное управление по строительству и монтажу тепловых электростанций Юга и Центра», а в 1957 году — упраздняется. Через два года, в 1959 году, управление было восстановлено под новым названием — «Главное управление по строительству и монтажу тепловых электростанций Центра и Юга» («Главцентрэнергострой»). С 1962 года и по 1967 год (до ликвидации) управление называется «Главным управлением по строительству тепловых электростанций Центра и Юга»[14].
- Главное управление по строительству и монтажу высоковольтных электросетей и подстанций Центра и Юга («Главцентроэлектросетьстрой»). Управление создано в 1959 году. Через три года преобразовано в «Главное управление по строительству высоковольтных электросетей и подстанций Центра и Юга». Упразднено в 1967 году[14].
- Главное управление по строительству и монтажу высоковольтных электросетей и подстанций Урала и Сибири («Главвостокэлектросетьстрой»). Создано в 1959 году. Через три года преобразовано в «Главное управление по строительству высоковольтных электросетей и подстанций Урала и Сибири». Упразднено в 1967 году[14].

#### Строительная индустрия
- Главное управление по механизации строительства («Главэнергостроймеханизация»). Создано в 1960 году. Ликвидировано в 1965 году[14].
- Главное управление заводов, производственных баз и предприятий по ремонту оборудования электростанций («Главэнергостройпром»). Создано в 1959 году. В следующем году управление было преобразовано в «Главное управление предприятий по производству строительных конструкций и материалов». В 1962 году «Главэнергостройпром» преобразован в «Главное управление заводов и производственных баз строительной индустрии». Окончательно управление ликвидировано в 1967 году[14].
- Главное управление по монтажу теплосилового оборудования электростанций «Главтеплоэнергомонтаж»[14].
- Главэнергостройпром Всесоюзного объединения «Союзэнергожилстрой»[16].

#### Учебные заведения
- Главное управление учебных заведений (1938—1940)[14].

## Организации министерства
При Министерстве состояли:
- Всесоюзное производственное объединение «Зарубежэнергострой» (ЗЭС).
- Управление пожарной безопасности и военизированной охраны.
- Всесоюзное объединение «Союзэнергожилстрой»[16].

### Проектные организации, научно-исследовательские институты и центры

#### Энергетический институт им. Г. М. Кржижановского
Энергетический институт (ЭИН, с 5 июля 1934 года стал называться ЭНИН) создан 1 октября 1930 года в Ленинграде. 28 октября 1932 года институту была присвоено имя основателя и первого директора Глеба Кржижановского, а 5 июля 1934 года институт переведен в Москву.
Институт имел два филиала: Белорусский и Дагестанский.
В институте работали:
- академики Академии Наук СССР: Александр Винтер, Валерий Попков, М. В. Кирпичёв[17].
- члены-корреспонденты АН СССР: Борис Александров, Карл Круг, Александр Предводителев, И. С. Брук, В. И. Вейц[17].

Институт занимался:
- фундаментальными и прикладными исследованиями в области энергетики.
- решал проблемы[17]:

1. использования различных видов топлива.
2. создания сверхпроводящих линий электропередачи
3. разработки возобновляемых (солнечных и геотермальных) источников энергии.
4. энергетического сжигания углей и охраны окружающей среды, электрофизических исследований, связанных с созданием Единой энергетической системы СССР и новых типов передачи электроэнергии.

Институт подчинялся: с 1930 года по 1961 год — Академии наук СССР, с 1961 года по 1962 год — в подчинении Государственного научно-экономического совета Совмина СССР, затем был передан в Государственный производственный комитет по энергетике и электрификации СССР и находился в его подчинении с 1963 года по 1965 год.
В периоды с 1962 года по 1963 год и с 1965 года по 1991 год институт относился к структуре Минэнерго СССР.

#### Всесоюзный научно-исследовательский институт энергетики
19 июля 1944 года в Москве Приказом Наркомата электростанций СССР была создана Центральная научно-исследовательская электротехническая лаборатория (сокр. ЦНИЭЛ) с правами научно-исследовательского института. 21 января 1958 года ЦНИЭЛ согласно вышедшему приказу Министерства электростанций СССР была реорганизована во Всесоюзный научно-исследовательский институт электроэнергетики (сокр. ВНИИЭ).
Институт занимался:
- формированием и развитием Единой энергетической системы СССР.
- созданием и освоением линий электропередачи переменного тока сверх- и ультравысокого напряжения, основного электрооборудования энергетических систем,
- разработкой методов обеспечения надёжной и экономичной работы энергетических предприятий, способов и средств управления в электроэнергетике.

Институт находился в ведении: в периоды с 1944 года по 1953 год — Наркомата и Министерства электростанций СССР, в период с 1953 года по 1954 год подчинялся Министерству электростанций и электропромышленности СССР, затем был снова возвращён в Министерство электростанций СССР и находился в его составе до 1958 года, затем до 1962 года — в составе Министерства строительства электростанций СССР. Впоследствии, с 1963 года по 1965 год, научный институт находился в составе Госкомитета по энергетике и электрификации СССР, а с 1965 года — стал относиться к Минэнерго СССР.

#### Всесоюзный государственный проектно-изыскательский и научно-исследовательский институт «Сельэнергопроект»
Приказом Министерства сельского хозяйства СССР от 14 апреля 1951 года в Москве образован Всесоюзный государственный институт по проектированию электрификации сельского хозяйства «Гипросельэлектро».
Основными задачами научного учреждения стали:
- разработка проблем электрификации сельскохозяйственного производства.
- проектирование объектов электрификации сельского хозяйства.

Подчинённость:
- Министерство сельского хозяйства СССР / Министерства сельского хозяйства и заготовок СССР (с 1951 года по 1953 год, с 1953 года по 1954 год, с 1957 года по 1961 год / 1957 год).
- Министерство городского и сельского строительства СССР (с 1954 года по 1957 год).
- В/О «Союзсельхозтехника» (с 1961 года по 1963 год).
- Государственный производственный комитет по энергетике и электрификации СССР / Минэнерго СССР (с 1963 года по 1965 год / 1963 год, 1965 год — 1991 год).

Также приказом Минсельхоза СССР от 14 апреля 1951 года на базе Горьковской зональной проектно-изыскательской конторы «Горьксельэлектропроект» создаётся Горьковский филиал Всесоюзного института «Гипросельэлектро» (всего их было восемь: Воронежский, Горьковский, Грузинский, Западно-Сибирский, Казахский, Краснодарский, Среднеазиатский, Украинский), который 17 января 1961 года преобразуется в Горьковский филиал Республиканского государственного института по проектированию электрификации сельского хозяйства «Росгипросельэлектро».
В задачи филиала входило: проектирование межрайонных, районных, совхозных и колхозных гидро- и теплоэлектростанций, объектов сетевого строительства, электрификации совхозов и колхозов, объектов сельскохозяйственного и водохозяйственного строительства.
13 апреля 1963 года «Гипросельэлектро» реорганизуется во Всесоюзный научно-исследовательский и проектный институт по электроснабжению объектов сельского хозяйства и других потребителей в сельских районах «ВНИПИсельэлектро».
9 мая 1963 года, приказом Госкомитета по энергетике филиал вновь был преобразован — в Горьковское отделение Всесоюзного научно-исследовательского и проектного института по электроснабжению объектов сельского хозяйства и других потребителей в сельских районах «ВНИПИсельэлектро».
25 августа 1969 года — меняет название на Всесоюзный государственный проектно-изыскательский и научно-исследовательский институт «Сельэнергопроект». В связи с переименованием всесоюзного института, филиал также меняет название и становится Горьковским отделением Всесоюзного государственного проектно-изыскательского и научно-исследовательского института «Сельэнергопроект».

#### Научно-исследовательский центр по испытанию высоковольтной аппаратуры
Для решения «научных проблем по совершенствованию и разработке сверхмощной высоковольтной аппаратуры переменного тока, серийно выпускаемой электропромышленностью страны» в Москве 10 февраля 1964 года создаётся Научно-исследовательский центр по испытанию высоковольтной аппаратуры (НИЦВВА).

#### Специализированный проектно-изыскательский и экспериментально-конструкторский институт «Гидроспецпроект»
5 мая 1956 года на базе отделов Московской Проектной конторы «Гидромехпроект» Всесоюзного треста «Гидромеханизация» организована Проектно-изыскательская контора «Гидроспецпроект» — с подчинением Государственному всесоюзному тресту «Гидроспецстрой».
20 мая 1967 года выходит приказ о преобразовании Проектно-изыскательской конторы в Специализированный проектно-изыскательский и экспериментально-конструкторский институт «Гидроспецпроект».
Научное учреждение решало задачи:
- выполнение проектов противофильтрационных устройств и глубинного водопонижения, омоноличивания гидротехнического бетона.
- работы по химическому закреплению грунтов, организацией туннельных, горных и буровзрывных работ.

#### Сибирский научно-исследовательский институт энергетики
Транспортно-Энергетический институт (ТЭИ) в составе Западно-Сибирского филиала АН СССР создан постановлением СНК СССР от 21 октября 1943 года в городе Новосибирске. Приказом Государственного производственного комитета по энергетике и электрификации СССР от 20 сентября 1963 года институт был переименован в Сибирский научно-исследовательский институт энергетики (СибНИИЭ).
Институт занимался исследованиями устойчивости и режима совместной работы электропередачи переменного тока и промежуточных систем, улучшением и удешевлением высоковольтной изоляции путём применения новых материалов; изучением гидрологических и экономических условий строительства и эксплуатации гидроузлов и их влияния на развитие отраслей народного хозяйства Сибири.
Институт находился в ведении: с 1943 года по 1957 года — Западно-Сибирского филиала Академии наук СССР, затем — Сибирского Отделения АН СССР (1957—1963), далее с 1963 года по 1965 год — Государственного производственного комитета по энергетике и электрификации СССР, а с 1965 года — в подчинении Министерства Энергетики и Электрификации СССР.

### Конструкторские Бюро

#### Центральное КБ по модернизации энергетического оборудования
ЦКБ образовано 7 июня 1956 года на базе Конструкторско-монтажного бюро Управления военизированной охраны предприятий Министерства строительства электростанций СССР.
В задачи созданного ЦКБ входит: разработка проектов модернизации и реконструкции основного оборудования электростанций, аппаратуры для автоматизации технологических процессов на электростанциях.
Центральное бюро располагалось в г. Москва. Имело два филиала: Львовский и Харьковский.

#### Московское СКБ гидротехнических стальных конструкций и механизмов «Мосгидросталь»
Появилось в качестве Проектно-конструкторского бюро Всесоюзного треста «Гидромонтаж» в Москве в 1941 году. В первые годы войны (с 1941 года по 1943 год) бюро находилось в эвакуации в городе Чирчике (Ташкентская область, Узбекистан).
В задачи организации входило:
- конструирование механического оборудования и металлических конструкций гидротехнических сооружений, подъёмно-транспортных, грузоподъёмных машин и кранов, применяемых при эксплуатации и в строительстве гидротехнических и промышленных сооружений.
- проведение научно-исследовательских и опытно-экспериментальных работ по гидравлике механического оборудования гидротехнических сооружений, прочности и долговечности его узлов и деталей, защите оборудования и конструкций от коррозии и эрозии.

10 июня 1942 года бюро становится Объединённым конструкторским бюро (ОКБ «Гидромонтаж»), которое в дальнейшем не раз меняло название и реорганизовывалось в: Центральную проектную контору Всесоюзного треста «Гидромонтаж» (приказ о реорганизации от 13 мая 1949 года), Московскую проектную контору (октябрь 1950 года), Московскую проектную контору «Гидростальпроект» (апрель 1952 года), Московскую проектно-конструкторскую контору «Гидростальпроект» (31 июля 1963 года), Московское специальное конструкторское бюро гидротехнических стальных конструкций и механизмов «Мосгидросталь» (март 1968 года), Московское специальное проектное и конструкторско-технологическое бюро гидротехнических стальных конструкций и механизмов «Мосгидросталь» (апрель 1987 года).
Со временем был открыт филиал в Запорожье.
За годы существования Московским СКБ были выполнены проекты механического оборудования (затворы, трубопроводы, козловые краны, захватные балки для гидростанций) на гидротехнических сооружениях: Волго-Донского судоходного канала, Алапаевской, Атарбекянской (Раздан, Армения), Воткинской, Камской, Уч-Курганской (Узбекистан), Храми ГЭС (Грузия).

### Заводы
- Тольяттинский электротехнический завод — г. Тольятти, Куйбышевская область
- Белоозёрский энергомеханический завод —[20], г. Белоозёрск, Брестская область, Белорусская ССР.
- Днепровский механический завод — г. Запорожье, Запорожская область, Украинская ССР.
- Зуевский энергомеханический завод — г. Зугрэс, Донецкая область, Украинская ССР.
- Ивановский механический завод — г. Иваново, Ивановская область.
- Челябинский механический завод — г. Челябинск, Челябинская область.
- Бийский котельный завод — г. Бийск, Алтайский край
- Кусинский литейно-машиностроительный завод — г. Кусы, Челябинская область

### Тресты и производственные объединения
- Государственный союзный энергетический ремонтный трест. Подчинялся Главному управлению по производству запасных частей и ремонту оборудования электростанций «Главэнергоремонт»[14].
- Государственный всесоюзный трест по укреплению оснований и сооружений «Гидроспецстрой»[19].

#### Всесоюзный государственный трест по организации и рационализации районных электростанций и сетей «ОРГРЭС» и отделения
21 апреля 1933 года постановлением Народного комиссариата тяжёлой промышленности СССР в городе Москве создаётся Всесоюзная контора по организации и рационализации районных электростанций и сетей («ОРГРЭС»). Через шесть лет контора преобразовывается в одноимённый трест. В первые годы Великой Отечественной (с 1941 года по 1943 год) трест находится в эвакуации в Свердловске.
Основными задачами организации являлись: комплексный пуск, наладка и освоение тепловых, гидравлических и атомных электростанций, электрических и тепловых сетей.
В тресте работали лауреаты Государственной премии СССР: Н. С. Веткин, В. И. Иванкин, В. Е. Казанский, А. М. Комаров, С. Д. Кучкин, А. П. Лапшов, П. Н. Мануйлов, Г. П. Минин, М. И. Невельсон, Ф. М. Сергеев, Б. М. Соколов.
3 ноября 1955 года в городе Новосибирске создаётся Сибирское отделение «ОРГРЭС» (кроме этого существовали: Дальневосточное, Донецкое, Среднеазиатское, Уральское и Южное отделения).
Перед отделением были поставлены следующие задачи:
- Проведение пусконаладочных работ.
- Испытание, освоение энергетического оборудования электростанций, электросетей и энергосистем.

Приказом Минэнерго от 3 июня 1977 года Всесоюзный трест «ОРГРЭС» реорганизуется в Производственное объединение по наладке, совершенствованию технологии и эксплуатации электростанций и сетей «Союзтехэнерго».
В ноябре 1978 года Сибирское отделение реорганизуется в предприятие «Сибтехэнерго». До 1990 года предприятие подчиняется ПО «Союзтехэнерго». В период с 1990 года до августа 1991 года предприятие реорганизуется в фирму по наладке, совершенствованию технологии и эксплуатации электростанций и сетей «ОРГРЭС». После августа 1991 «Сибтехэнерго» входит в состав Министерства топлива и энергетики РФ.

#### Государственный союзный Сибирский трест по монтажу теплоэнергетического оборудования «Сибэнергомонтаж»
В 1927 году в городе Ростове-на-Дону образовывается Северо-Кавказское отделение Государственного треста «Тепло и сила». Созданное отделение относилось к структуре Народного комиссариата тяжёлой промышленности СССР. В сентябре 1933 года отделение реорганизуется в Юго-Восточное проектно-монтажное предприятие Государственного Всесоюзного монтажно-технического треста теплосилового оборудования, а с появлением Наркомата электростанций (в 1939 году) — переименовывается в проектно-монтажное отделение «Кавказэнергомонтаж» треста «Кавказэнергострой», относившееся к тресту «Главэнергострой» Наркомата электростанций СССР.
С наступлением войны, в июле 1941 года, «Кавказэнергомонтаж» эвакуируют в город Новосибирск, где проектно-монтажное отделение преобразовывается в Сибирскую тепломонтажную контору «Сибэнергомонтаж» с подчинением Строительно-монтажному тресту «Уралэнергострой», находившемуся в Свердловске. В ноябре 1941 года тепломонтажная контора реорганизуется в монтажно-проектное предприятие «Сибэнергомонтаж» Главвостокэнергостроя, а с июля 1946 года, предприятие входит в структуру строительно-монтажного треста «Сибэнергострой» Главвостокэнергостроя. Через два года, в августе 1948 года, «Сибэнергомонтаж» в преобразовано в монтажное управление, а в мае 1961 года — в Государственный союзный Сибирский трест по монтажу теплоэнергетического оборудования «Сибэнергомонтаж», относившийся к Главному управлению по монтажу теплосилового оборудования электростанций «Главтеплоэнергомонтаж».
Основные задачи, возложенные на трест:
- проведение работ по монтажу оборудования на электростанциях.
- наладка и пуск оборудования на электростанциях.
- проектирование и наладка котельно-вспомогательного оборудования.
- разработка новых методов монтажа электрооборудования.

В состав треста вошли (на самостоятельном балансе):
- Калтанский завод котельно-вспомогательного оборудования и трубопроводов (КВОиТ), г. Калтан, Кемеровская область.
- Монтажные управления.

В июле 1982 года трест передаётся во Всесоюзное объединение по монтажу энергетического оборудования атомных и тепловых электростанций «Союзэнергомонтаж», а с июля 1988 года — в составе специализированного строительного объединения «Энергомонтаж» Минэнерго СССР. В 1991 году организация передана в состав Министерства топлива и энергетики Российской Федерации.

#### Сибирский трест по сооружению высоковольтных линий электропередач и подстанций
23 июня 1948 года на базе строительно-монтажной конторы «Кузбассетьстрой» создаётся Союзный монтажный трест «Кузбассетьстрой» Главэлектросетьстроя, переименованный в марте 1958 года в Сибирский трест по сооружению высоковольтных линий электропередачи и подстанций «Сибэлектросетьстрой». В состав треста входили:
- Новосибирский завод железобетонных опор и свай.
- механизированные колонны Алтая, Кузбасса и Новосибирска.
- СМУ.

Трест подчинялся Главному управлению по строительству высоковольтных линий электросетей и подстанций Урала и Сибири «Главвостокэлектросетьстрой». В 1991 году передан в состав Министерства топлива и энергетики РФ.

#### Сибирский трест по ремонту энергооборудования электростанций
В марте 1969 года на базе Производственного предприятия по капитальному ремонту оборудования электростанций «Сибэнергоремонт» создан Сибирский трест по ремонту энергооборудования электростанций «Сибэнергоремтрест». Трест подчинялся Главному управлению по производству запасных частей и ремонту энергооборудования.
В состав образованного треста вошёл ряд предприятий:
- ПО «Сибэнергоремонт», г. Новосибирск, Новосибирская область. Головное предприятие треста, образованное в 1958 году.

Основными задачами производственного предприятия стали — организация и контроль за эксплуатацией, содержанием и ремонтом технического и энергетического оборудования на подведомственных Западно-Сибирскому совнархозу промышленных предприятиях. Предприятие подчинялось: Государственному союзному энергетическому ремонтному тресту (с 1958 года); Сибирскому тресту «Сибэнергоремтрест» (с 1969 года); с 1976 года — Сибирскому производственному объединению по ремонту оборудования электростанций «Сибремэнерго».
- «Уралэнергоремонт», г. Свердловск, Свердловская область.
- «Дальэнергоремонт», п. Артёмовский, Приморский край.
- «Востокэнергоремонт», г. Иркутск, Иркутская область.
- «Североэнергоремонт», г. Магадан, Магаданская область.
- «Сибспецэнергоремонт», г. Барнаул, Алтайский край.

В декабре 1976 года трест ликвидируется и на базе головного предприятия «Сибэнергоремонт» создаётся Сибирское ПО по ремонту оборудования электростанций «Сибремэнерго».
Основными задачами нового производственного объединения стали:
1. организация работ на предприятиях объединения по выполнению специализированного ремонта основного и вспомогательного оборудования электростанций, модернизация и реконструкция энергооборудования.
2. выполнение капитального ремонта оборудования атомных станций.
3. оказание помощи по ремонту оборудования на зарубежных электростанциях, построенных с помощью Советского Союза.

В состав образованного ПО «Сибремэнерго» вошли:
- «Сибэнергоремонт». Головное предприятие производственного объединения.
- «Уралэнергоремонт» (вышло из состава ПО в 1988 году).
- «Дальэнергоремонт».
- «Востокэнергоремонт»,
- «Североэнергоремонт»,
- «Сибспецэнергоремонт» (вышло из состава ПО в конце 1978 года).
- «Алтайэнергоремонт» (в составе ПО c 1977 года).
- «Сибстройэнергоремонт» (в составе ПО с 1977 года по 1978 год).
- «Амурэнергоремонт» (в составе ПО с 1983 года).

С момента появления (в 1976 году) «Сибремэнерго» стало подчиняться Главному управлению по производству запасных частей и ремонту энергооборудования «Главэнергоремонт». Через семь лет, в 1983 году, объединение переподчинено Всесоюзному промышленному объединению по ремонту энергетического оборудования, производству и распределению запасных частей «Союзэнергоремонт», а с 1988 года — НПО по разработке и внедрению прогрессивных конструкторских решений и технологических процессов, по ремонту, модернизации и техническому перевооружению оборудования электростанций «Энергоремонт». В сентябре 1991 года объединение стало относиться к структуре Министерства топлива и энергетики РФ.

#### Трест «Свирьстрой»
Первый проект гидростанции появился в 1916 году. Автор проекта — инженер В. Д. Никольский. Активное строительство станций на реке Свирь началось с постановления Верховной морской коллегии, вышедшего 5 марта 1918 года. С января 1920 года «Свирьстрой» объединяют с возведением Волховской гидроэлектрической силовой установки, а в январе следующего года — разделяют.

#### Трест «Севзапэлектросетьстрой»
2 июня 1944 года выходит постановление ГКО СССР о создании СМУ «Ленэлектросетьстрой». С образованием Наркомата (с 1946 года — Министерства) электростанций СССР, трест входит в его структуру. 13 июля 1948 года выходит приказ Министерства электростанций о преобразовании его в трест по монтажу электростанций, строительству и монтажу линий электропередач и подстанций «Ленэлектросетьстрой», который переименовывается в «Севзапэлектросетьстрой» (приказ Министерства от 3 февраля 1957 года).
Основные задачи организации: «производство строительно-монтажных работ (СМР) по сооружению линий электропередачи и подстанций».

#### Западный трест по строительству линий электропередач «Запсельэлектросетьстрой»
Трест создан согласно приказу Государственного производственного комитета по энергетике и электрификации СССР, вышедшему 6 июня 1964 года. Трест появился на базе Северо-Западного строительно-монтажного треста, который, в свою очередь, входил в структуру Главного управления по строительству сельских электросетей по РСФСР.
Основные задачи: руководство строительно-монтажными организациями по электрификации сельского хозяйства РСФСР.
В состав входили 9 механизированных колонн: Архангельская, Ленинградская, Новгородская, Псковская, Смоленская, Сафоновская, Ухтинская, Лужская и Ларховская.

#### Государственный союзный строительно-монтажный трест «Севэнергострой»
9 марта 1939 года выходит приказ Наркомата электростанций и электропромышленности об образовании треста «Севэнергострой» — с подчинением Главному управлению по строительству тепловых станций и сетей. С 1957 года и до 1963 года строительная организация носит название трест № 35 «Севэнергострой».
За годы существования трестом выполнены работы на следующих станциях: Дубровская ГРЭС, Калининская ТЭЦ, Смолевичская ГРЭС (г. Смолевичи, Минская область), Кировская ТЭЦ (г. Ленинград), Кировская ГРЭС (г. Апатиты, Мурманская область), Ахтмеская ТЭЦ (г. Ахтме, Эстония), Литовская, Прибалтийская и Новгородская ГРЭС, а также на других объектах энергетики.

### Образование

#### Ленинградский энергетический техникум
История энергетического техникума берёт начало с частных электротехнических курсов, на базе которых затем появились Матвеевские частные электротехнические курсы. В 1919 году Матвеевские курсы реорганизовываются во «вторые советские электротехнические курсы», а в следующем — в электротехническое училище. В 1921 году на базе училища создаётся первый электротехникум. В 1924 году за заслуги в подготовке специалистов, осуществлявших план электрификации страны, курсам было присвоено имя В.И. Ленина. В 1931 году на их базе были созданы Первый Петроградский электротехникум и Электротехническая школа для начальной подготовки специалистов. В 1934 году на базе Электротехнических курсов был создан Ленинградский энергетический институт повышения квалификации инженерно-технических работников, в котором проходили повышение квалификации инженеры и хозяйственники тяжелой промышленности.
В период с 1934 года по 1936 год техникум являлся опорно-показательным. С 1940 года техникум стал называться Ленинградским энергетическим техникумом, а с 1964 года — Ленинградским энергетическим электрополитехникумом. С 1965 года техникуму вернули название Ленинградского энергетического техникума.
Учреждение образования подчинялось:
- до 1930 года — подотделу профессионального образования губернского (областного) отдела народного образования;
- с 1930 года по 1932 год — Энергоцентру ВСНХ СССР;
- с 1932 года по 1939 год — Наркомату тяжёлой промышленности СССР;
- в периоды с 1939 года по 1940 год и с 1953 года по 1954 год — Наркомату электростанций и электропромышленности СССР;
- с 1940 года по 1953 год и с 1954 года по 1957 год — Наркомату электростанций СССР (с 1946 года одноимённому министерству);
- в период с 1957 года по 1966 год — управлению кадров и учебных заведений Ленсовнархоза;
- с 1966 года — управлению кадров и учебных заведений Министерства энергетики и электрификации СССР.

## Связь
2 февраля 1943 года было принято Постановление ГКО СССР об организации междугородней связи Наркомата электростанций.